# Virola elongata
Virola elongata (Benth.) Warb.  è un albero della famiglia Myristicaceae originario del sud-America.

## Descrizione

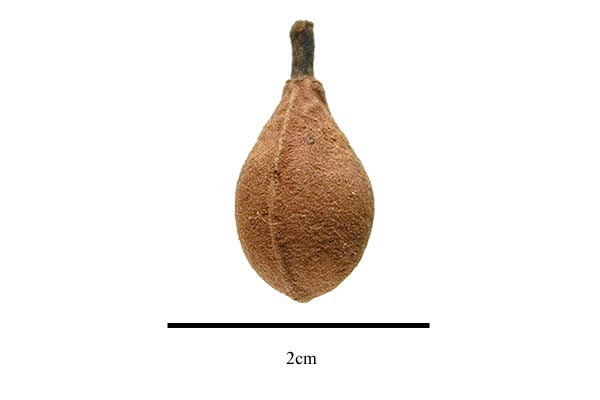
Frutto di 'Virola elongata'

Si presenta come un albero che cresce fino a 15 metri di altezza.
Il tronco più o meno cilindrico può essere rettilineo o leggermente piegato, con un diametro massimo di 50 cm.
Il frutto è ellissoidale/ovoidale, lungo dai 11 ai 20 millimetri, largo dai 10 ai 15 mm, in gruppi fino a 40.

## Distribuzione e habitat
Cresce nella foresta pluviale tropicale in zone asciutte ad altitudini fino a 120 metri.

## Biochimica
Parti della pianta contengono dimetiltriptamina, per questo la polvere dei semi, mischiata ad altre piante, viene utilizzata dalle popolazioni amazzoniche come fonte allucinogena.